# Linia kolejowa Rżaczi – Uniecza
Linia kolejowa Rżaczi – Uniecza – linia kolejowa w Rosji łącząca przystanek kolejowy Rżaczi  i z granice państwową z Białorusią ze stacją Uniecza. Zarządzana jest przez Kolej Moskiewską (część Kolei Rosyjskich). Jest to fragment linii Orsza - Uniecza.
Linia położona jest w obwodzie briańskim. Na całej długości jest niezelektryfikowana i jednotorowa.